# Bérelhető járművek

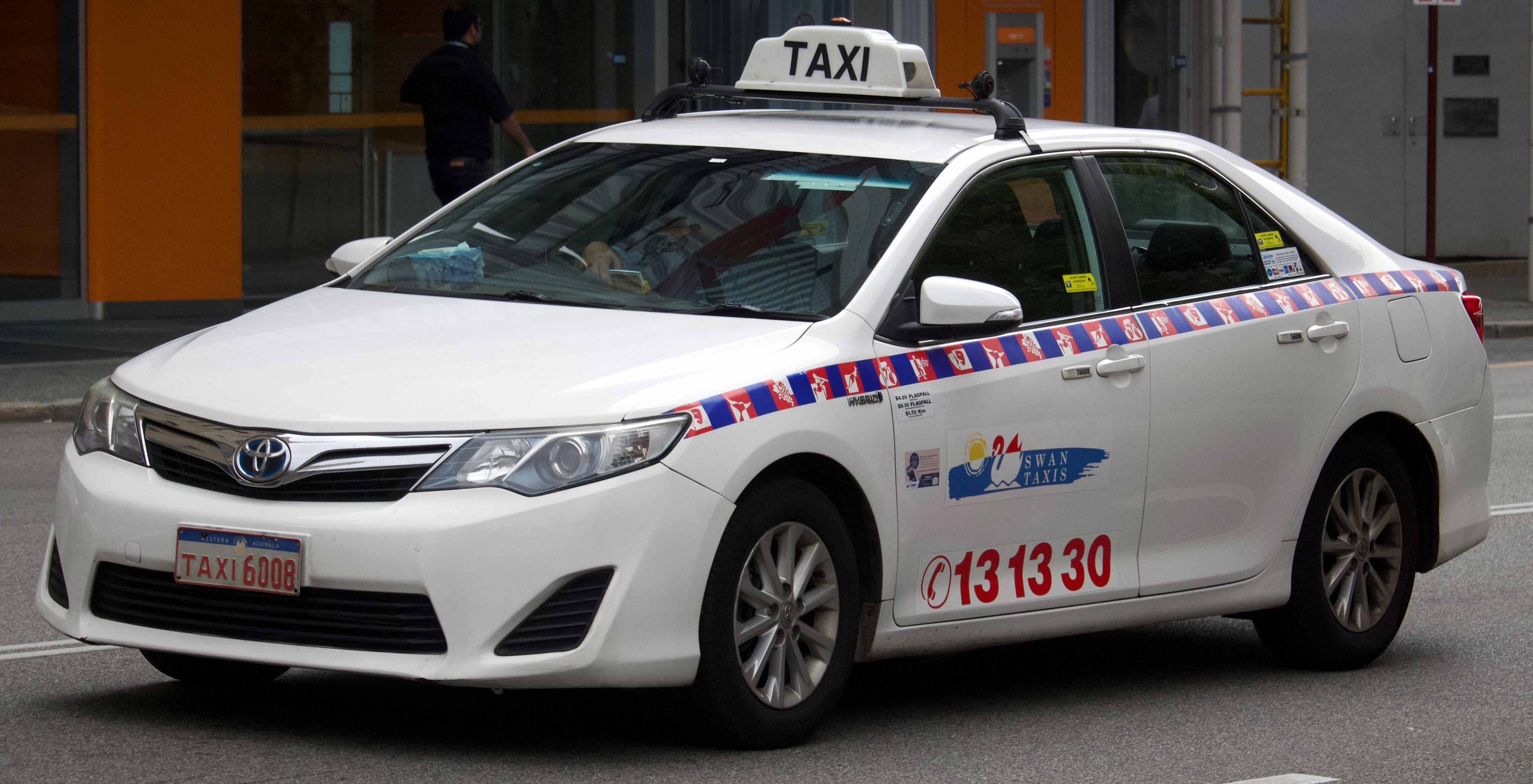
Taxi Perthben

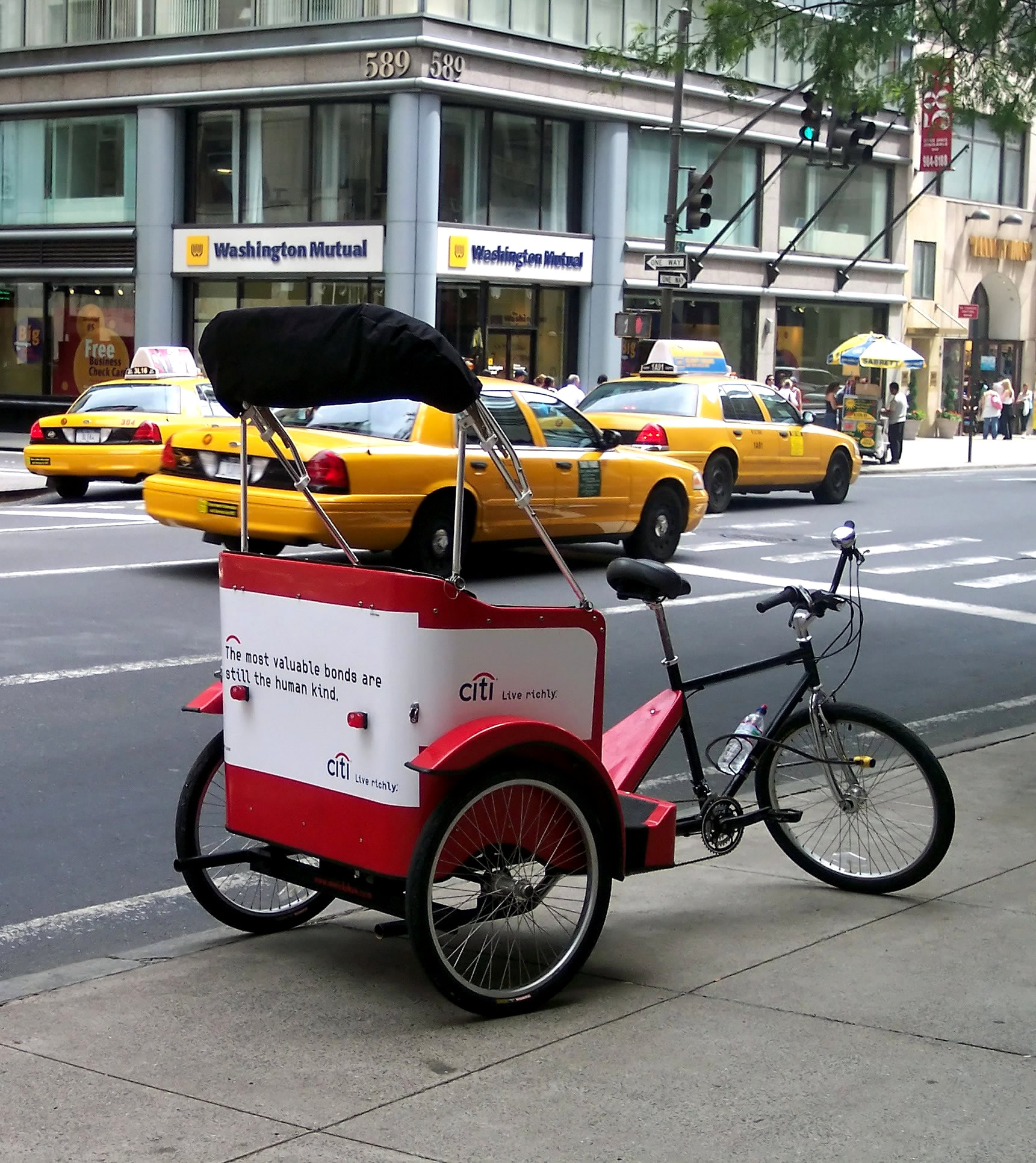
Biciklis riksa New Yorkban

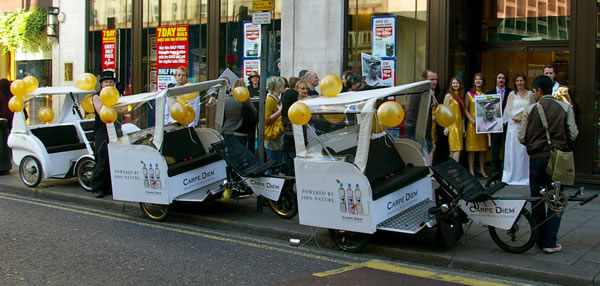
Eco Chariots biciklis riksaflotta Londonban

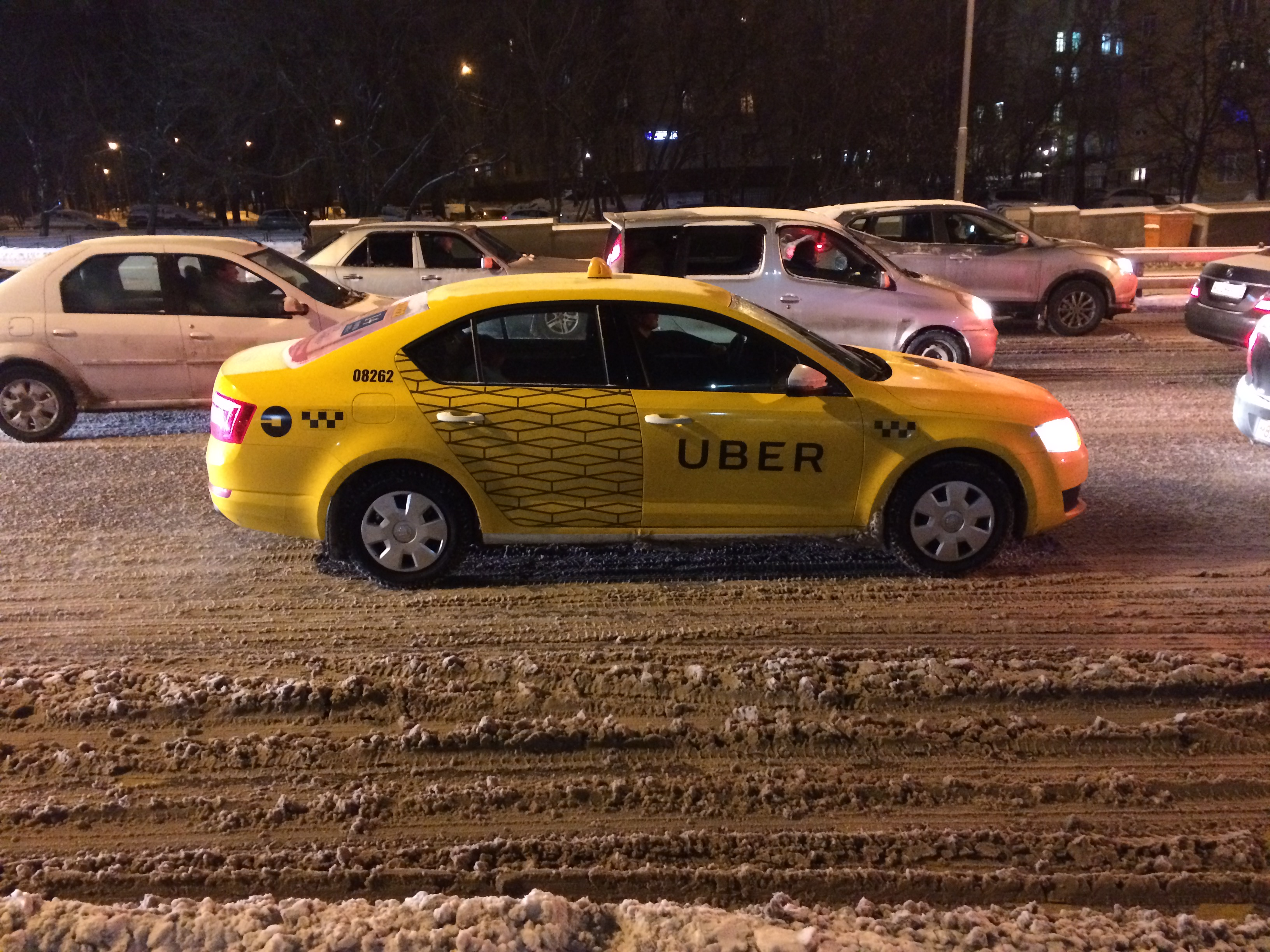
Sárga Uber-autó Moszkvában

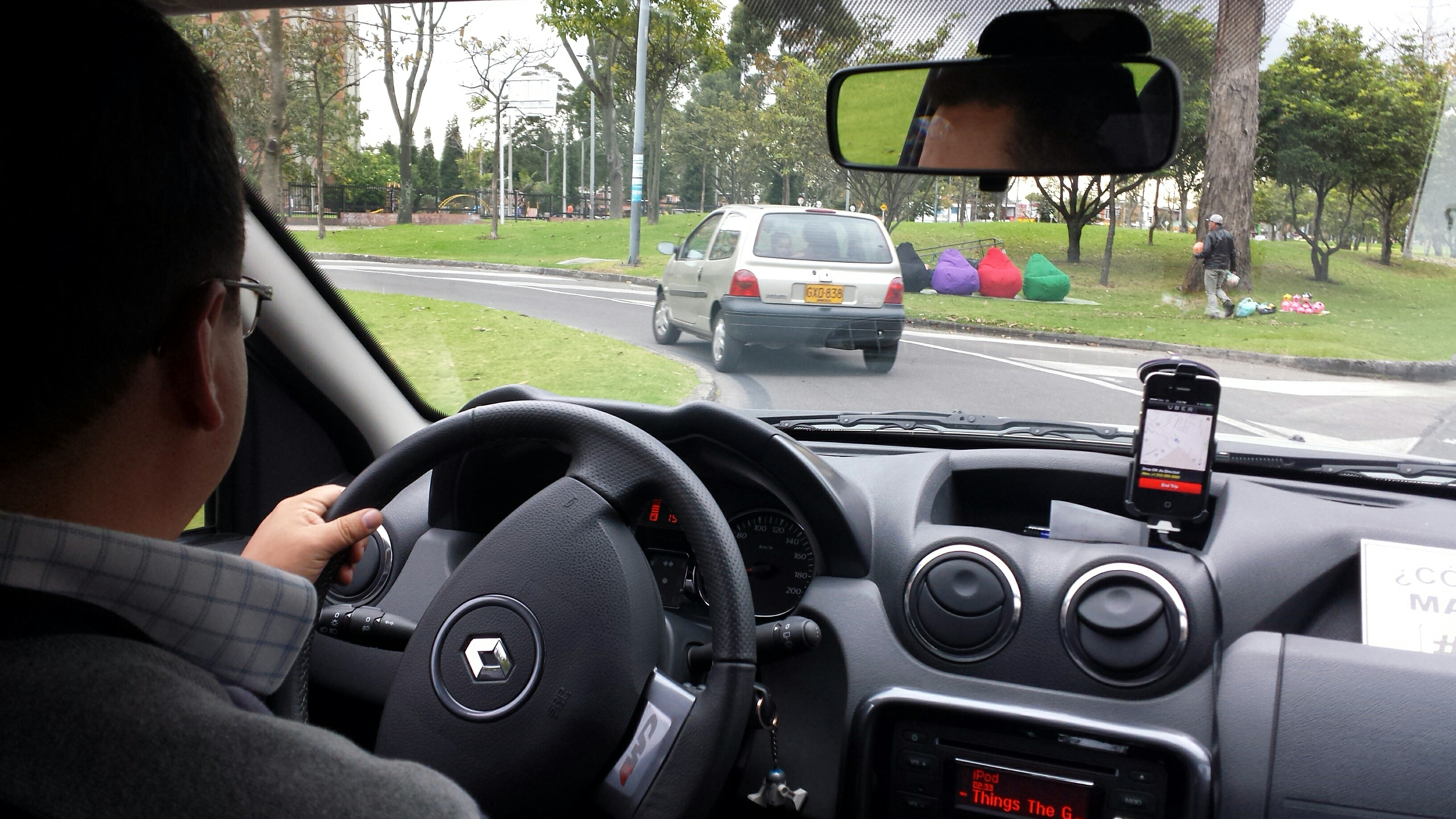
Egy Uber-vezető Bogotában Uber mobilappot használva a műszerfalra helyezett okostelefonon

A bérelhető jármű díj ellenében magánszállítást vagy megosztott szállítást biztosít, amelyben az utasok a tömegközlekedéssel ellentétben általában szabadon választhatják meg az utazás időpontját vagy hozzávetőleges kiindulási és érkezési helyüket, és amelyben a járművezető nem a bérlő maga, mint az autókölcsönzésben és az autómegosztásban. A bérelhető járműveket felajánlhatják telekocsi-társaságon keresztül is.
Bérelhető járművek között többféle járműfajtát találunk, ide tartozik a taxi, a riksa, a kerékpáros riksa, az autós riksa, a motorkerékpár-taxi, a Zémidjans, az okada, a boda boda, a szedánszolgáltatás, a limuzin, a partibusz, a kocsi (beleértve a lovaskocsit, a fiákert és a hintót is), a háziállattaxi, a vízi taxi és a charter. Az iránytaxi, a paratransit, a dollar van, a marshrutka, a dolmuş, a nanny van, a rugalmas közlekedési rendszer és a repülőtéri busz fix útvonalakon közlekedik, de némi rugalmasságot kínálnak a kiindulási és/vagy az érkezési hellyel kapcsolatban.
A bérelhető járművekkel foglalkozó vállalatok legnagyobbjai közé tartozik az Uber, az Ola Cabs, a DiDi és a Grab.